# Giovanni Scotti (Eishockeyspieler)
Giovanni „Gianni“ Scotti (* 1. September 1911 in Mailand; † 26. Oktober 1992 in Garden City, New York, USA) war ein italienischer Eishockeyspieler.

## Karriere
Giovanni Scotti nahm für die italienische Eishockeynationalmannschaft an den Olympischen Winterspielen 1936 in Garmisch-Partenkirchen teil. Auf Vereinsebene spielte er für den Hockey Club Milano, mit dem er in den Jahren 1927, 1931 und 1933 ebenso den italienischen Meistertitel gewann wie in den Jahren 1935 und 1936 mit dem HC Diavoli Rossoneri Milano.

## Erfolge und Auszeichnungen
- 1927 Italienischer Meister mit dem Hockey Club Milano
- 1931 Italienischer Meister mit dem Hockey Club Milano
- 1933 Italienischer Meister mit dem Hockey Club Milano
- 1935 Italienischer Meister mit dem HC Diavoli Rossoneri Milano
- 1936 Italienischer Meister mit dem HC Diavoli Rossoneri Milano